# Pippo Delbono
Pippo Delbono, född 1 juni 1959 i Varazze i provinsen Savona i Ligurien, är en italiensk teaterregissör och skådespelare.

## Biografi
Pippo Delbono har en traditionell teaterutbildning från Savona. På utbildningen träffade han den argentinske skådespelaren Pepe Robledo som han haft ett samarbete med sedan dess. I början av 1980-talet flyttade de till Holstebro i Danmark och deltog i projektet Farfa vid Odin Teatret under ledning av skådespelerskan Iben Nagel Rasmussen. Pippo Delbono bildade sin egen teatergrupp Compagnia Pippo Delbono 1987 och debuterade som regissör med Il tempo degli assassini (Mördarnas tid) som hade premiär på den internationella teaterfestivalen i Santarcangelo di Romagna och sedan turnerade i Italien, Tyskland, Schweiz, Spanien, Sydamerika och Irak. Samma år engagerades Delbono vid Tanztheater Wuppertal där han deltog i en produktion under ledning av Pina Bausch, vilket haft stor inverkan på hur hans teaterspråk utvecklades. 1992 inleddes ett samarbete med Università degli Studi di Parma vilket resulterade i en uppsättning av William Shakespeares Henrik V som bjöds in att gästspela hos Royal Shakespeare Company. Uppsättningen är Delbonos enda uppsättning av ett konventionellt drama. Förutom av skådespelare och dansare består teatergruppen av människor som Delbono kommit i kontakt med genom olika projekt, däribland en tidigare uteliggare, en förståndshandikappad och en dövstum tidigare mentalpatient. Förutom av Pina Bausch är Delbonos teaterspråk präglat av Pier Paolo Pasolini, Samuel Beckett och Tadeusz Kantor liksom av österländsk fysisk teater. 2013 spelade Compagnia Pippo Delbono Amore e carne (Kärlek och kött) på Avignonfestivalen. Bland utmärkelser han tilldelats kan nämnas Premio Europa New Theatrical Realities 2009.
2011 framträdde Compagnia Pippo Delbono på Tampereen Teatterikesä (Tammerfors Teatersommar) med La Menzogna (Lögnen).